# Uysanus quadrata
Uysanus quadrata är en insektsart som beskrevs av Medler 1988. Uysanus quadrata ingår i släktet Uysanus och familjen Flatidae. Inga underarter finns listade i Catalogue of Life.